# Ботев врх
Врх Ботев (буг. Връх Ботев) са својом висином од 2.376 метара је највиша тачка масива Старе планине, а налази се у склопу националног парка Централни Балкан у Бугарској.
Врх је добио име по бугарском најзначајнијем националном јунаку Христу Ботеву, предводнику Бугарске борбе за ослобођење од Турака, али и због тога што је рођен у Калоферу, варошици у подножју врха.
На самом врху се налазе објекти метеоролошке станице, као и ТВ и радио антене и пријемници.
Испод врха се налази Рајско прскало, који је са својих 128 метара највиши водопад Старе планине и Балкана.
Оно што је карактеристично за овај врх је то да је најветровитији у Бугарској, са највише облачних и дана под маглом, чак 250.